# Burton Jastram
Burton Jastram   (San Francisco, 5 de juny de 1910 - Oakland, 20 de maig de 1995) va ser un remer estatunidenc que va competir durant la dècada de 1930.
El 1932 va prendre part en els Jocs Olímpics de Los Angeles, on guanyà la medalla d'or en la competició del vuit amb timoner del programa de rem. Estudià arquitectura a la Universitat de Califòrnia a Berkeley.